# Linderödsåsen
Linderödsåsen é uma montanha de tipo horst da província histórica da Escânia.

O seu ponto mais alto tem 195 metros.

Esta montanha está localizada na proximidade de Kivik.